# So Kataoka
So Kataoka (片岡 爽 Kataoka So?), född 20 april 1992 i Hyōgo prefektur, är en japansk fotbollsspelare.
Kataoka började sin karriär 2015 i FC Imabari. Han spelade 59 ligamatcher för klubben. 2019 flyttade han till Fujieda MYFC.